# Gisèle Pelicotová
Gisèle Pelicotová (nepřechýleně Gisèle Pelicot, výsl. [žizel pəliko], * 7. prosince 1952 Villingen-Schwenningen) je bývalá francouzská manažerka, která vstoupila ve známost v souvislosti se soudním procesem se svým manželem Dominiquem Pelicotem, který ji omámenou hypnotiky znásilňoval a nechal 72 mužů, aby ji znásilňovali, když byla v bezvědomí. Znásilňování trvalo od roku 2011 do roku 2020. Gisèle se u soudu vzdala anonymity na podporu všech obětí sexuálního zneužívání. To jí přineslo širokou pozornost médií a byla zařazena na seznam 100 žen roku 2024, který sestavila BBC, a deník Financial Times ji uvedl jako jednu z 25 nejvlivnějších žen roku 2024. V roce 2025 jí Francie udělila Řád čestné legie.

## Životopis
Gisèle Pelicotová se narodila 7. prosince 1952 ve Villingen-Schwenningenu v jihozápadním Německu jako dcera francouzského vojáka. Do Francie přijela v pěti letech, ale v devíti letech přišla o matku, která onemocněla rakovinou. V roce 1971 se seznámila se svým budoucím manželem Dominiquem Pelicotem. Vzali se v dubnu roku 1973 a přestěhovali se na pařížské předměstí Villiers-sur-Marne, kde vychovávali tři děti – dva syny a jednu dceru.
Po několika letech strávených staráním se o rodinu začala pracovat ve francouzské elektrárenské společnosti Électricité de France, kde pracoval i její manžel. Zde zůstala po zbytek svého aktivního zaměstnání a nakonec získala vedoucí pozici v logistice jaderných elektráren.
V roce 2013 odešli do důchodu a přestěhovali se do Mazanu v jihovýchodní Francii, kde žili ve velkém domě a často zde trávili léto s dětmi a vnoučaty.

## Zneužívání a soud
Že je obětí sexuálního násilí se dozvěděla, až když jí policie předložila důkazy. Předtím si uvědomovala, že se s ní něco děje, když jí začaly vypadávat vlasy, léta ztrácela na váze a postihovaly ji výpadky paměti. Rodina a přátelé se obávali, jestli se u ní neobjevují příznaky Alzheimerovy choroby. Ve skutečnosti jí však její manžel Dominique do jídla a pití přidával prášky na spaní, aby ji uvedl do hlubokého spánku a mohl ji následně znásilňovat. V září roku 2020 Dominiqua Pelicota začala vyšetřovat policie poté, co ho ochranka v nákupním centru přistihla, jak tajně natáčí záběry zpod sukní tří žen. Policie poté v jeho počítači našla stovky snímků a videí na níž byly zachyceny desítky znásilnění páchaných na jeho omámené manželce. Znásilnění se odehrávala v domě manželů ve vesnici Mazan vzdálené asi 33 kilometrů od Avignonu. Vyšetřovatelé poté odhalili chatové komunikace na již zrušené webové stránce coco.fr, ve kterých Dominique Pelicot nabízel zdarma ke znásilnění svou manželku. Online chatovací místnost byla pojmenována „à son insu” (v překladu: bez jejího vědomí). Vyšetřování, které trvalo zhruba dva roky, odhalilo více než 20 000 videí a fotografií, z nichž mnohé byly datovány a označeny. Pelicot je měl uložené v počítači ve složce s názvem „zneužívání“. Dle sestavené časové osy sexuální zneužívání trvalo od roku 2011 do roku 2020. Seznam podezřelých osob, které policie identifikovala a obvinila na základě Pelicotových fotografií a videí, se rozrostl na 83 osob.
Dne 2. září 2024 stanulo před soudem v Avignonu 51 mužů ve věku od 26 do 74 let, včetně Dominiqua Pelicota. Byli mezi nimi řidiči kamionů, vojáci, tesaři a odborní pracovníci, vězeňský dozorce, zdravotní bratr, odborník na informační technologie pracující pro banku nebo novinář. Mnozí z nich byli otcové od rodin a manželé. Většina byla obviněna z jednorázového znásilnění, několik se však k Pelicotovým vrátilo až šestkrát. Dominique Pelicot se ke svým činům přiznal. Dál byl také obviněn z narušení soukromí své manželky, dcery a dvou snach na základě podezření, že nelegálně nahrával a někdy i šířil jejich intimní fotografie. Ostatní obvinění svou vinu odmítli, někteří s tvrzením, že měli manželovo svolení a mysleli si, že to stačí. Jiní s tvrzení, že měli za to, že oběť s omámením souhlasila.
Před začátkem soudu v září 2024 se Pelicotovi rozvedli a ona se vrátila ke svému rodnému příjmení. V rámci procesu se však rozhodla nadále vystupovat pod manželovým příjmením.Poškozená Gisèle Pelicotová si přála, aby byla všechna soudní slyšení veřejná – s úmyslem, aby stud za to, co udělali, nesli viníci, a ne ona jako oběť. Zároveň mělo zveřejnění případu zabránit, aby něčím podobným prošly další ženy. Po zveřejnění případu proběhlo ve Francii několik demonstrací proti násilí na ženách.
V době probíhajícího soudního procesu s Dominiquem Pelicotem se třiašedesátiletý Jean-Pierre Marechal přiznal ke zdrogování a následnému sexuálnímu zneužívání své manželky Cilie Marechalové. Marechal vypověděl, že mu v tom měl pomáhat Dominique Pelicot. Uvedl, že to byl právě on, kdo ho k činům navedl. Dle obžaloby Pelicot omámil Marechalovou, podobně jako to dělal se svou ženou, a následně ji znásilnil, zatímco se Marechal díval. Pelicot měl být přítomen minimálně u tří z dvanácti případů zneužívání Cilie Marechalové. Pelicot svou vinu přiznal.
Dominique Pelicot byl soudem v Avignonu odsouzen k nejvyššímu možnému trestu za znásilnění ve Francii, odnětí svobody na 20 let. Spolu s ním bylo shledáno vinnými i 51 obžalovaných mužů. Dostali tresty od tří do patnácti let. Na začátku roku 2025 také vyšla zpráva o zatčení provozovatele webové stránky coco.fr, Isaaca Steidla, kterou Dominique Pelicot a další násilníci používali k plánování svých činů. Již zrušená stránka měla sloužit jako platforma pro romantické schůzky, rychle však přitáhla pozornost drogových dealerů, pedofilů a sexuálních delikventů. Stránka obsahovala informace o „vhodných“ omamných lécích a jakým způsobem je oběti nenápadně „naservírovat“. Uživatelé stránky si vzájemně radili jak oběti znásilnit a své činy i dokumentovali.